# Malekith
Malekith (Malekith the Accursed) est un super-vilain évoluant dans l'univers Marvel de la maison d'édition Marvel Comics. Créé par Walt Simonson, le personnage de fiction apparaît pour la première fois dans le comic book Thor #344 en juin 1984.

## Biographie du personnage
Malekith le Maudit était le Seigneur des Elfes Noirs de Svartalfheim.
Pour corrompre Asgard et Midgard, il tenta de provoquer un hiver éternel venu de Niffleheim, mais fut banni par Odin dans une dimension de limbes noires, où il resta prisonnier jusqu'aux temps modernes.
Il en fut libéré par Surtur, son ancien maître. Le démon du feu lui demanda de provoquer le chaos pour préparer son arrivée. Malekith s'allia alors à Loki mais ce dernier, sachant qu'il comptait détruire Asgard, fit un double jeu. C'est finalement Thor qui repoussa l'Elfe Noir.
Lorsqu'Odin disparut à la suite d'un maléfice, il fut tué par Kurse, en essayant d'usurper l'identité de Balder, dans le but de voler la Couronne d'Asgard.
Des années plus tard, on revit Malekith bien vivant. Se faisant de nouveau passer pour Balder, il manipula Hercule pour qu'il attaque Alflyse, la reine des Elfes Noirs. Son plan échoua, et il fut facilement battu par Zeus.

## Pouvoirs et capacités
Malekith est un Elfe Noir d'Asgard. Il possède donc tous les attributs propre à sa race. Il peut soulever près de 10 tonnes et possède une agilité et une rapidité dépassant les limites de la race humaine. Grâce à des enchantements ponctuels, on l'a déjà vu soulever près de 90 tonnes.
C'est un sorcier de niveau modéré. Il évite d'avoir recours au combat physique.
- Les os et les muscles des Elfes Noirs sont plus denses que ceux d'un être humain. Malekith peut s'impliquer dans une activité physique intense pendant 24 heures avant de ressentir les effets de la fatigue. Sa résistance physique aux impacts le protège des chutes, des températures extrêmes, des tirs balistiques et de certains types d'énergie.
- Comme tous les Elfes Noirs, il possède une espérance de vie très longue et ne craint pas les maladies terrestres. De même, il guérit plus vite des blessures.
- Il peut manipuler l'énergie et se sert de ce don mystique pour différentes tâches, comme modifier son apparence et sa forme. De cette façon, il se transforme en brume pour se déplacer discrètement. Il utilise son don mystique pour se téléporter, et même à travers les dimensions. Pour le combat, il canalise l'énergie dans ses mains et génère des rafales puissantes et destructrices, ou bien dans son corps entier, pour améliorer grandement sa force physique.

Les Elfes possèdent une grande faiblesse en contact avec le fer. Leurs pouvoirs sont inutiles contre ce type de métal et le contact avec celui-ci les fait atrocement souffrir.

## Apparitions dans d'autres médias
Sauf indication contraire, les informations mentionnées dans cette section peuvent être confirmées par la base de données cinématographiques IMDb,  présente dans la section « Liens externes ».

### Films

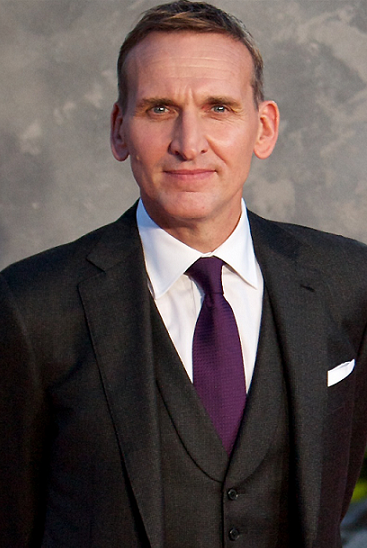
Christopher Eccleston incarne Malekith dans le film Thor : Le Monde des ténèbres (2013).

Interprété par Christopher Eccleston dans l'Univers cinématographique Marvel
- 2013 : Thor : Le Monde des ténèbres réalisé par Alan Taylor

### Télévision
- 2010-2012 : Avengers : L'Equipe des super-héros (série d'animation)
- 2013 : Hulk et les agents du S.M.A.S.H. (série d'animation)